# Нина Сеничар
Нина Сеничар (Нови Сад, 11. новембар 1985) српска је глумица и манекенка. Глумила је у неколико холивудских филмова, као што су Лептир (2017) и Подивљали (2017), као и бројним италијанским филмовима и серијама. Између 2022. и 2024. глумила је главну улогу у серији Попадија.

## Детињство, младост и образовање
Рођена је 11. новембра 1985. године у Новом Саду, Почела је да глуми са 14 година у свом средњошколском драмском клубу. Године 2001. стекла је титулу државног шампиона у препонском јахању, а потом је замољена да се придружи националном тиму. Када је имала 18 година, добила је пуну стипендију за студирање на Универзитету Бокони у Милану. Магистрирала је међународну економију и менаџмент у уметности, култури, медијима и забави. Касније се преселила у САД да студира глуму код драмске учитељице, Сузан Бетсон.

## Приватни живот
Од 2015. у вези је са америчким глумцем Џејем Елисом. Дана 8. новембра 2019. родила је ћерку. Венчали су се 9. јула 2022. године у Италији, а гости су били и Елисове колеге из филма Топ ган: Маверик.
Говори енглески, италијански и српски језик. Укључена је у рад хуманитарне организације Пангеа Онлус, која помаже женама широм света које су жртве насиља.

## Награде
Године 2011. освојила је награду за најбољу глумицу на Филмском фестивалу у Милану.